# Symrise

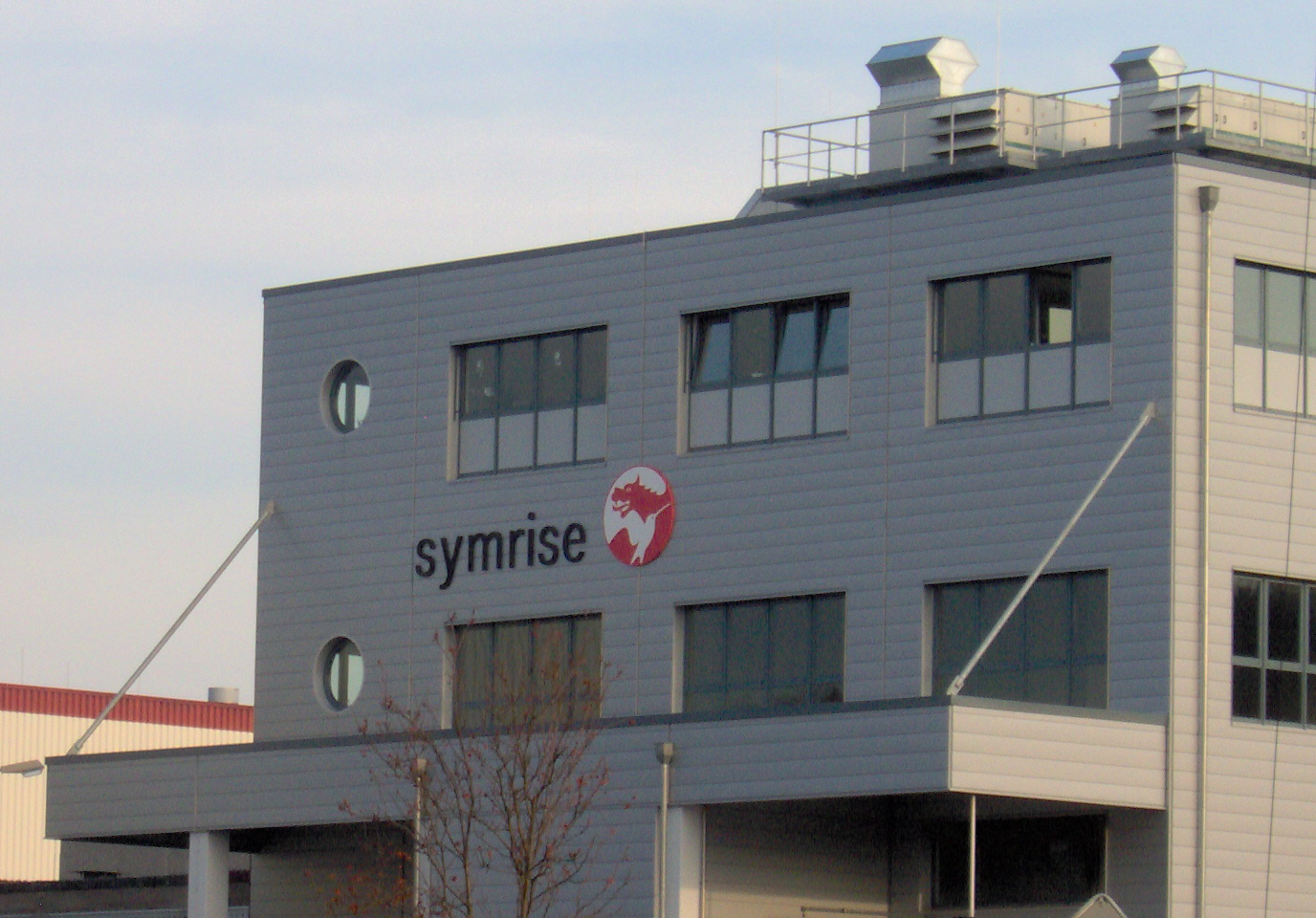
Un bâtiment de l'entreprise à Holzminden

Symrise est une entreprise allemande de production d'arômes et de parfums qui fait partie du MDAX. Elle fait également partie des sept membres réguliers de l'Association internationale du parfum (IFRA).

## Histoire
Elle a été créée en 2003 à la suite du rapprochement de Haarmann & Reimer (H&R) et de Dragoco, basés tous deux à Holzminden.
En 2008, Chr. Hansen vend une partie de ses activités d'additifs alimentaires et les arômes à Symrise pour un montant non dévoilé.
En avril 2014, Symrise entre en négociation exclusive pour l'acquisition de l'entreprise française Diana pour environ 1,3 milliard d'euros.
En septembre 2015, Symrise fait une offre d'acquisition de 397 millions de dollars sur Pinova, entreprise américaine d'ingrédients pour parfum et arôme.
En janvier 2019, Symrise annonce l'acquisition d'ADF/IDF, une entreprise spécialisée dans les aliments pour animaux de compagnie, pour 900 millions de dollars.